# Seligeria trifaria
Seligeria trifaria là một loài rêu trong họ Seligeriaceae. Loài này được (Brid.) Lindb. mô tả khoa học đầu tiên năm 1863.